# Werner Flechsig
Werner Flechsig (* 24. Januar 1908 in Braunschweig; † 16. Oktober 1988 ebenda) war ein deutscher Sprach-, Mundart- und Namenforscher, Volkskundler und Musikwissenschaftler.

## Leben
Werner Flechsig war eines von drei Kindern des am Herzog Anton Ulrich-Museum tätigen Kunsthistorikers Eduard Flechsig und dessen Ehefrau Else, geb. Walther.
Nach der Schulzeit am Braunschweiger Wilhelm-Gymnasium studierte Werner Flechsig in Leipzig, München und Göttingen Musikwissenschaften, Germanistik, Volkskunde sowie Ur- und Frühgeschichte. 1931 schloss er seine Studien mit der Promotion über den Wolfenbütteler Hofkapellmeister Thomas Mancinus ab. Von 1931 bis 1933 absolvierte er ein Volontariat im Städtischen Museum Braunschweig bei Otto Krone, der die dortige urgeschichtliche Sammlung betreute. In der Folge wurde Flechsig Assistent und Hilfsdozent am neu gegründeten Institut für Vorgeschichte der Technischen Hochschule Braunschweig. Am 5. Juni 1937 beantragte er die Aufnahme in die NSDAP und wurde rückwirkend zum 1. Mai desselben Jahres aufgenommen (Mitgliedsnummer 4.234.944). Ab 1938 war er in der Kultur-  und Heimatpflege des damaligen Landes Braunschweig führend tätig und wurde 1942 beamteter Landesheimatpfleger beim Braunschweigischen Landeskulturverband. Die Profanierung des Braunschweiger Domes und dessen Umgestaltung zu einer „völkischen Weihestätte“ im Geist des Nationalsozialismus wurde von Flechsig propagandistisch vorangetrieben. Von 1950 bis zu seiner Pensionierung 1973 war Flechsig Leiter der Volkskunde-Abteilung des Braunschweigischen Landesmuseums.

## Werk
Werner Flechsig veröffentlichte etwa 200 wissenschaftliche Werke zu Namenkunde, Sprachgeschichte und Brauchtum des Braunschweiger Landes, wobei er versuchte, Ostfalen als eigenständigen Kulturraum darzustellen und abzugrenzen. Darüber hinaus publizierte er ebenfalls zur Musikgeschichte von Stadt und Land Braunschweig.

### Schriften (Auswahl)
- Thomas Mancinus, der Vorgänger von Praetorius im Wolfenbütteler Kapellmeisteramt. Mit neuen Beiträgen zur Geschichte der Wolfenbütteler Hofkapelle im 16. Jahrhundert. Dissertation, Universität Göttingen, 1931.
- mit Wolfgang Bethge: Mascherode. Kreis Braunschweig. In: Lautbibliothek der deutschen Mundarten. Vandenhoeck & Ruprecht, Göttingen 1958.
- mit Mechthild Wiswe: 400 Jahre Musikleben im Braunschweiger Land. Sonderausstellung aus Anlaß des 25-jährigen Bestehens der Braunschweigischen Musikgesellschaft. Braunschweig 1974.
- Hauptmerkmale der ostfälischen Volkstracht und deren Verbreitung im 18. Jahrhundert. In: Braunschweigische Heimat. Jg. 1977, Hefte 1–3.
- Ostfälische Sprichwörter. Volksweisheit und Volkshumor aus fünf Jahrhunderten zusammengestellt aus gedruckten und ungedruckten Quellen, erläutert und eingeleitet von Werner Flechsig unter Mitarbeit von Fritz Habekost † und Otto Rohkamm. Waisenhaus-Buchdruckerei und Verlag Braunschweig 1974.